# Dewar (månkrater)
För andra betydelser, se Dewar.
Dewar är en nedslagskrater på månens baksida. Dewar har fått sitt namn efter kemisten och fysikern James Dewar.

## Satellitkratrar
| Dewar | Latitud | Longitud | Diameter |
| ----- | ------- | -------- | -------- |
| E     | 2,3° S  | 167,8° Ö | 15 km    |
| F     | 2,8° S  | 167,5° Ö | 14 km    |
| S     | 3,1° S  | 163,9° Ö | 23 km    |